# Mistrzostwa Świata w Kajakarstwie Górskim 2014
36. Mistrzostwa świata w kajakarstwie górskim odbyły się w dniach 17–21 września 2014 roku na jeziorze Deep Creek w USA. Zawodnicy rywalizowali w dziewięciu konkurencjach: pięciu indywidualnych i czterech drużynowych. Nie rozegrano konkurencji C-1 kobiet drużynowo (nie zgłosiło się minimum sześć wymaganych regulaminem zespołów).

## Końcowa klasyfikacja medalowa
| Miejsce | Państwo           | Złoto | Srebro | Brąz | Razem |
| ------- | ----------------- | ----- | ------ | ---- | ----- |
| 1       | Francja           | 4     | 2      | 2    | 8     |
| 2       | Australia         | 2     | 0      | 0    | 2     |
| 3       | Słowacja          | 1     | 1      | 2    | 4     |
| 4       | Słowenia          | 1     | 1      | 1    | 3     |
| 5       | Stany Zjednoczone | 1     | 0      | 0    | 1     |
| 6       | Czechy            | 0     | 2      | 1    | 3     |
| 6       | Wielka Brytania   | 0     | 2      | 1    | 3     |
| 8       | Austria           | 0     | 1      | 0    | 1     |
| 9       | Niemcy            | 0     | 0      | 2    | 2     |

## Medaliści
| Konkurencja:           | Złoto: | Srebro: | Brąz:                                                                                              |
| C-1 mężczyzn           | Fabien Lefèvre                                                                                             | Benjamin Savšek                                                                                                  | Franz Anton                                                                                        |
| C-1 drużynowo mężczyzn | Słowacja · Alexander Slafkovský · Michal Martikán · Matej Beňuš                                            | Czechy · Jan Mašek · Vítězslav Gebas · Michal Jáně                                                               | Słowenia · Benjamin Savšek · Luka Božič · Anže Berčič                                              |
| C-2 mężczyzn           | Słowenia · Luka Božič · Sašo Taljat                                                                        | Francja · Pierre Pico · Hugo Biso                                                                                | Słowacja · Ladislav Škantár · Peter Škantár                                                        |
| C-2 drużynowo mężczyzn | Francja · Pierre Pico i Hugo Biso · Nicolas Peschier i Pierre Labarelle · Matthieu Péché i Gauthier Klauss | Słowacja · Pavol Hochschorner i Peter Hochschorner · Ladislav Škantár i Peter Škantár · Ján Bátik i Tomáš Kučera | Czechy · Jonáš Kašpar i Marek Šindler · Tomáš Koplík i Jakub Vrzáň · Ondřej Karlovský i Jakub Jáně |
| K-1 mężczyzn           | Boris Neveu                                                                                                | Sebastien Combot                                                                                                 | Mathieu Biazizzo                                                                                   |
| K-1 drużynowo mężczyzn | Francja · Sebastien Combot · Boris Neveu · Mathieu Biazizzo                                                | Czechy · Jiří Prskavec · Vavřinec Hradilek · Vít Přindiš                                                         | Wielka Brytania · Richard Hounslow · Thomas Brady · Joseph Clarke                                  |
| C-1 kobiet             | Jessica Fox                                                                                                | Mallory Franklin                                                                                                 | Oriane Rebours                                                                                     |
| K-1 kobiet             | Jessica Fox                                                                                                | Fiona Pennie | Melanie Pfeifer                                                                                    |
| K-1 drużynowo kobiet   | Francja · Émilie Fer · Carole Bouzidi · Nouria Newman                                                      | Austria · Viktoria Wolffhardt · Corinna Kuhnle · Lisa Leitner                                                    | Słowacja · Kristína Nevařilová · Elena Kaliská · Jana Dukátová                                     |